# Sepiamusic
Sepiamusic — дансько-американський дует. Історія Sepiamusic почалася в кінці 1999 року, коли співачка Ерін Чепмен і продюсер Майкл Адлер Мілтерсен вирішили записати кілька спільних робіт і подивитися, що з цього вього вийде. У 2000 році дует випускає перший демо-реліз. Демо трек Fall Into Me одразу ж попадає в топ-чарти данських радіостанцій і розлітається на саундтреки до фільмів, рекламним заставкам тощо. Так в 2003 році на світ з'являється Prototype — зяряджений неймовірним драйвом, емоційний, агресивний із густим атмосферним звуком.
Їх саунд — це  суміш трип-хопу, інді, електроніки та альтернативи.

## Дискографія

### Альбоми
- Prototype (2003)
- Trenches (2008)

### Кліпи
- Crazy burn
- Prototype
- Trenches
- R.I.D
- Make This Easier
- Skin